# Amtsbezirk Vöcklabruck
Der Amtsbezirk Vöcklabruck  war eine Verwaltungseinheit im Hausruckkreis in Oberösterreich.
Der Amtsbezirk war der Kreisbehörde in Wels unterstellt und besorgte deren Amtsgeschäfte vor Ort. Die Zuständigkeit erstreckte sich neben Vöcklabruck auf die damaligen Gemeinden Ampfelwang, Aurach, Gampern, Haimbuch, Neukirchen, Oberachmann, Puchheim, Puchkirchen am Trattberg, Regau, Schörfling, Seewalchen, Ungenach, Timelkam, Weiregg und Zell am Peltenfürst und umfasste damals eine Stadt, zwei Märkte und 290 Dörfer.